# Consejo Conservador
Consejo Conservador fue el nombre de la cámara alta dominicana entre noviembre de 1844 y febrero de 1854.
La Constitución dominicana de 1844 preveía la existencia de dos cámaras en el congreso nacional: el consejo conservador y el tribunado, cámaras alta y baja que en otras constituciones dominicanas del siglo XIX y XX recibieron los nombre de Senado y Cámara de Diputados o Representantes; con ello se pretendía conformar un sistema según el modelo del Congreso de los Estados Unidos, en el que correspondería al Consejo Conservador una función similar a la Senado en los Estados Unidos.
La designación del presidente del Consejo Conservador correspondía a la misma cámara, de una terna votada por los miembros. Las sesiones del Consejo Conservador se celebraron el actual Palacio de Borgellá en la Plaza Colón de la Ciudad Colonial de Santo Domingo, frente al primer ayuntamiento en el Palacio Consistorial.
La Constitución de 1844 fue enmendada dos veces en el año de 1854, una en febrero y otra en diciembre. Durante las enmiendas realizadas en febrero de 1854 el Tribunado cambió su nombre a Cámara de Representantes y el Consejo Conservador a Senado. Con las enmiendas de diciembre de 1854 República Dominicana se acoge al sistema unicameral, estableciendo solo un Senado Consultivo. Con la entrada en vigor de la Constitución de Moca de 1858 se volvió en República Dominicana a la legislatura bicameral.

## Composición
La designación de los consejeros fue por sufragio censitario indirecto a razón de 1 por cada una de las 5 provincias que conformaban la recién creada nación en dos niveles (Santo Domingo, Santiago o Cibao, Azua, La Vega y El Seibo). Los consejeros durarían en su función 6 años y podrían ser reelectos de manera indefinida.
Las condiciones necesarias para poder ser miembro del Consejo Conservador , eran:

- Estar en el goce de los Derechos Civiles y Políticos.
- Tener por lo menos treinta años cumplidos.
- Ser propietario de Bienes Raíces.
- Tener su domicilio en la Provincia que lo elige.

Los extranjeros naturalizados podían ser miembros de este cuerpo quince años después de su naturalización.
Constitución Política de la República Dominicana, Artículo 62, 1844

## Atribuciones
El artículo 67 de la Constitución de San Cristóbal establecía las atribuciones exclusivas del Consejo Conservador. Dichas atribuciones fueron:
- Sancionar todas las Leyes en general con la siguiente fórmula: En nombre de la República Dominicana ejecútese la Ley N...

- Suspender la Sanción de las Leyes acordadas por el tribunado y hacer las observaciones que juzgue oportunas.
- Proponer al Tribunado proyectos de leyes sobre aquellas materias en que éste no tenía iniciativa exclusivamente.
- Poner en estado de acusación a sus miembros.
- Decretar la acusación del Presidente de la República y de los Secretarios de Estado en virtud de la denuncia hecha por el Tribunado en caso de encontrarla fundada.
- Juzgar a los jueces de la Suprema Corte de Justicia en los casos previstos por la constitución.
- Elegir a los jueces de la Suprema Corte de Justicia y demás tribunales inferiores, entre los candidatos propuestos por el Tribunado.
- Decidir las cuestiones que puedan suscitarse entre las Comunes y los poderes del Estado.

En caso de muerte, dimisión o destitución de un miembro del Consejo Conservador, el Tribunado procedía a su reemplazo eligiendo a un ciudadano que reuniera todas las cualidades exigidas para ser Conservador. El nuevo miembro solo ejercía el cargo por el tiempo que le faltaba para cumplir su período al miembro reemplazado. Los integrantes de este cuerpo recibían una indemnización de trescientos pesos durante cada sesión. En el año 1847 el presidente de este cuerpo, el señor Juan Nepomuceno Tejera defendió la posición del Tribuno Tomás Bobadilla cuando reclamaba desde el exterior el derecho de reintegrarse a sus funciones legislativas.